# Полонез (РСЗВ)

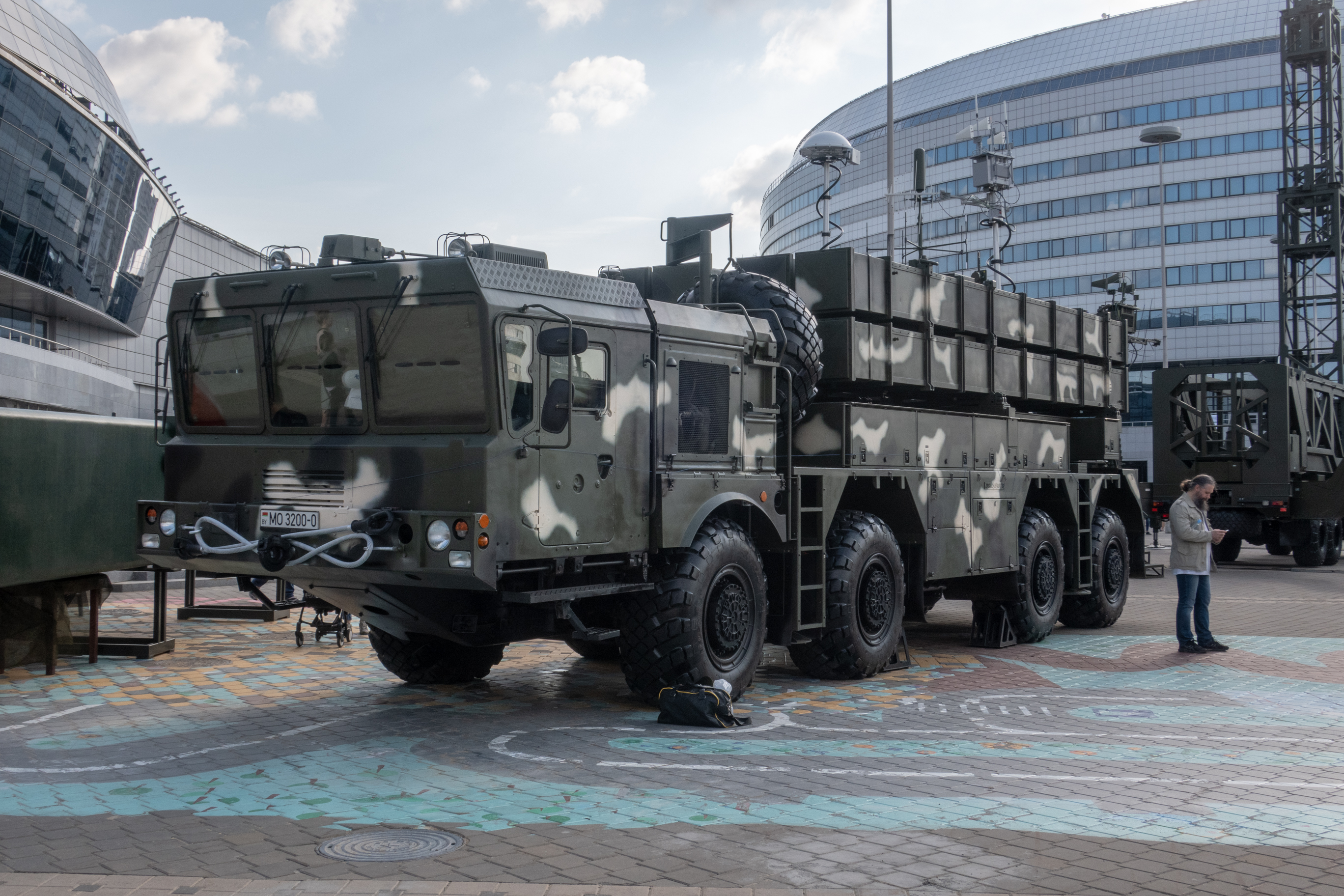
MLRS Polonez

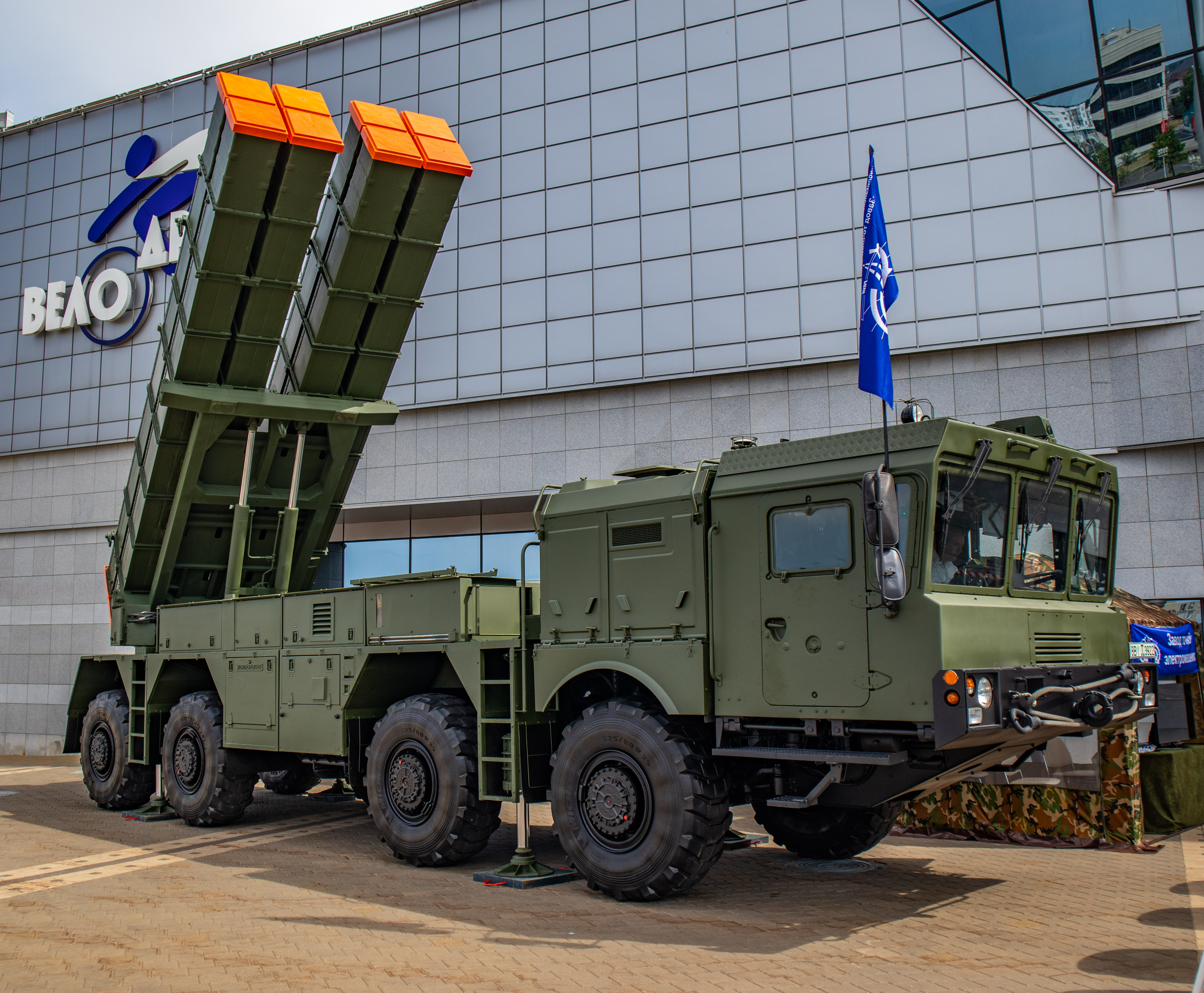
MLRS Polonez

Полонез — 301-мм важка РСЗВ «Полонез» являє собою РСЗВ зі складу китайського багатофункціонального ракетного комплексу GATSS, яка адаптована на білоруське колісне шасі МЗКТ-7930 «Астролог».
Реактивна система залпового вогню «Полонез» виготовлена на шасі МЗКТ-7930 з колісною формулою 8х8 використовує 301-мм ракети типу А200 розробки та виробництва китайської China Academy of Launch Vehicle Technology (CALT) може знищувати цілі на відстані у 200 км. Спільна розробка РСЗВ «Полонез» виконується в рамках домовленостей підписаних у 2013 році між урядами Китаю та Білорусі.

## Історія
Вперше білоруська РСЗВ «Полонез» була продемонстрована у 2015 році в Мінську, на військовому параді.
В жовтні 2017 року на території Гомельської області у рамках випробувальних стрільб були проведені пуски з модернізованої РСЗВ «Полонез». Після проведення модернізації та використання нової ракети РСЗВ дозволяє вражати цілі на відстані у 300 км. За заявою МО Білорусі під час цих стрільб ракети знищили визначені цілі та підтвердили заявлені тактико-технічні характеристики за влучністю та дальністю. Випробування РСЗВ «Полонез-М» завершились у 2018 році.
16 листопада 2023 р. стало відомо що на озброєння білоруської армії поступили нові реактивні системи залпового вогню «Полонез-М».

## Модифікації
Полонез-М — є вдосконаленою версією РСЗВ «Полонез». Заявлено що нова установка дозволяє одночасно завдати ударів по восьми цілям на дальності до 300 км.

## Склад комплексу
До складу комплексу входять:
- 4 пускові установки (по 8 пускових контейнерів на кожній), на шасі МЗКТ-7930 8Х8
- 4 транспортно-заряджаючі машини, на шасі МЗКТ-7930 8Х8
- Командний пункт батареї, на шасі МАЗ-6317
- Інша техніка забезпечення

## Оператори
- Білорусь
- Азербайджан